# Birnin Kebbi
Birnin Kebbi è una città della Repubblica Federale della Nigeria appartenente allo Stato di Kebbi. È capoluogo dell'omonima area a governo locale (local government area) e conta una popolazione di 125.594 abitanti.